# Do-bayti
Do-bayti (en persa: دوبیتی‎) (literalmente "dos-coplas"), también conocido como fahlaviyat, es una antigua forma de poesía persa, similar al ruba’i pero diferente en métrica.
Un do-bayti tiene cuatro líneas de once sílabas, que usualmente utilizan la métrica hazaj:
u – – – | u – – – | u – –
Las primeras dos sílabas pueden reemplazarse a veces por – u o – –.
El esquema rítmico es a a a a o a a b a.
Uno de los poetas más conocidos del género fue Baba Taher de Hamadán, que escribió en el dialecto hamadaní, muy cercano al persa estándar. Aquí un ejemplo de sus poemas :
درازی دو زلفانت مرا کشت * سیاهی دو چشمانت مرا کشت‎
خم ابرو و مژگانت مرا کشت * به قتلم حاجت تیر و کمان نیست‎
siyāhī-yē do čašmān-at ma-rā košt
derāzī-yē do zolfān-at ma-rā košt
be qatl-am hājat-ē tīr ō kamān nīst
xam-ē 'abrū vo možgān-at ma-rā košt
«La negrura de tus ojos me ha matado!
el largo de tus bucles me ha matado!
no necesitas arco y flecha para destruirme
la curva de tus cejas y pestañas me ha matado!"